# Rogoredo (Milano)
Rogoredo (Rogored in dialetto milanese, AFI: [ruɡuˈreːt]) è un quartiere   della periferia di Milano. Amministrativamente compreso nel Municipio  4 e nel NIL n. 33 "Rogoredo - Santa Giulia",  è situato a 7 km a sud-est del centro.

## Geografia fisica
Rogoredo confina coi quartieri di Nosedo a nord-ovest, Morsenchio a nord-est, e col comune di San Donato Milanese a sud-est; si trova a poca distanza dall'Abbazia e dal cimitero di Chiaravalle a sud.

## Storia

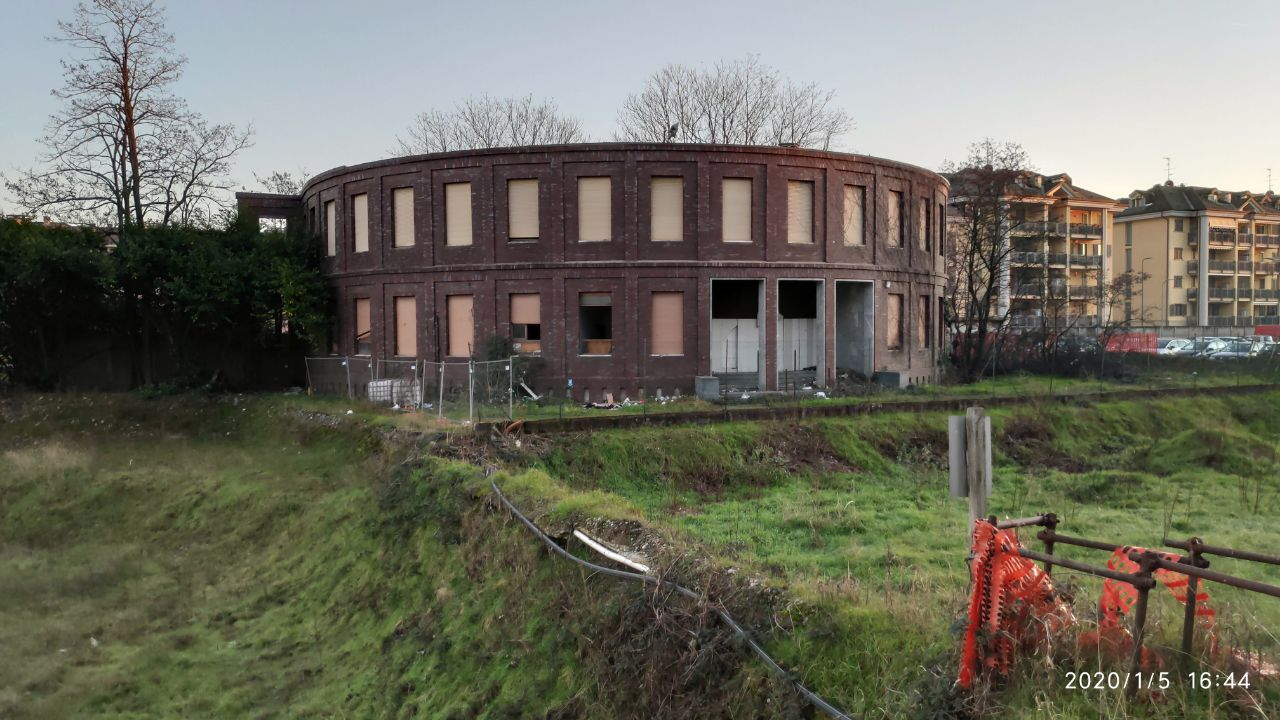
Palazzina Ex Chimici di Rogoredo, futuro conservatorio (Gennaio 2020)

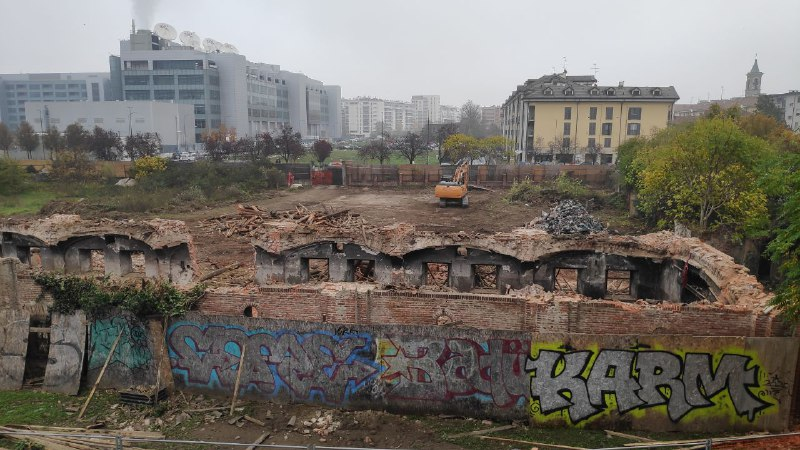
Area ex cascina Palma Rogoredo (Novembre 2021)

Antico "loco" citato in un diploma del re d'Italia Carlomanno dell'anno 880 (il suo nome deriva dal latino tardomedievale robur, rovere, a significare "bosco di roveri", una denominazione di origine botanica comune anche ad altri quartieri come Lorenteggio o Nosedo), lambito dalla Strada Romana e appartenente alla comunità di Nosedo. Dall'editto di Maria Teresa del 1755 si apprende che il compartimento del ducato milanese era suddiviso in pievi e Rogoredo apparteneva alla pieve di San Donato, denominata "Plebe Sandonatese", e al suo interno al Comune di Nosedo. Con decreto napoleonico del 9 febbraio 1808, Nosedo e quindi anche Rogoredo vennero annessi al Comune di Milano, per poi separarsi nuovamente con il Regno Lombardo-Veneto: dal 1816 Rogoredo tornò quindi sotto Nosedo e venne, con questa località, unito a Chiaravalle Milanese in applicazione del R.D. 9 giugno 1870, e infine aggregato al Comune di Milano col Regio Decreto del 2 settembre 1923, assieme ad altri dieci comuni limitrofi al capoluogo lombardo..
Rogoredo, fin dal 1880 collegata a Porta Romana dalla tranvia a vapore Milano–Lodi, conobbe a partire dalla fine del XIX secolo un processo di industrializzazione con l'insediamento di uno stabilimento per la lavorazione dell'acciaio (le Acciaierie Redaelli). In un'area poco distante, presso la Cascina Morsenchio sorsero altre industrie chimiche: un impianto della Società Italiana Prodotti Esplosivi, poi Appula S.A. assorbita nel 1941 dalla Montecatini Montedison; furono proprio gli insediamenti industriali ad aumentare notevolmente la popolazione del quartiere.
Fino agli anni ottanta la vita del quartiere girò dunque attorno all'attività delle grandi industrie, che si avvalevano della stazione, situata sulla linea ferroviaria che da Milano porta a Pavia e a Piacenza, e del suo scalo merci.
Con l'espansione edilizia milanese, si rese necessario un potenziamento della tratta suburbana (da Porta Romana alla stazione di Rogoredo): la società Tramways a Vapore Interprovinciali di Milano, Bergamo e Cremona (TIP), nel 1924, provvide a integrare il servizio tranviario a vapore per Lodi con un servizio "locale" a trazione elettrica, trasformando alcune rimorchiate preesistenti in elettromotrici (serie A.1 ÷ A.4). La gestione del servizio locale passò dopo alcuni anni all'azienda municipale di trasporto pubblico, l'ATM, che la inserì nella rete urbana come linea 32, arretrando il capolinea da Porta Romana a piazzale Corvetto. La tranvia urbana restò a binario semplice, caso unico nella rete cittadina.
Dopo la costruzione del Cavalcavia Pontinia, il passaggio a livello venne mantenuto per il solo tram a vapore, ancora gestito dalla TIP, fino alla sostituzione con autobus avvenuta il 3 marzo 1937 (anch'essi gestiti da ATM dal 1939). Il tram urbano rimase in funzione fino al 1960 quando, per poter realizzare l'ingresso autostradale, fu sostituito dalla filovia (poi linea automobilistica) n. 84, su un percorso che consentiva di collegare la stazione di Rogoredo al centro della città passando per la zona di piazzale Cuoco. Nel 1967 un'altra filovia, la n. 95 (anch'essa poi automobilistica) mise in diretto collegamento la stazione di Rogoredo con gli altri quartieri a sudovest di Milano. Oltre la ferrovia, l'abitato di Rogoredo venne servito dalla linea 41, dapprima con minibus (anni '70), poi con autobus e infine sostituita da prolungamenti della linea 84. La principale innovazione avvenne però nel 1991, col capolinea sud della linea 3 della metropolitana, le cui strutture, nonostante il nome di San Donato, non sconfinano dal territorio del Comune e rientrano a tutti gli effetti nel quartiere di Rogoredo.

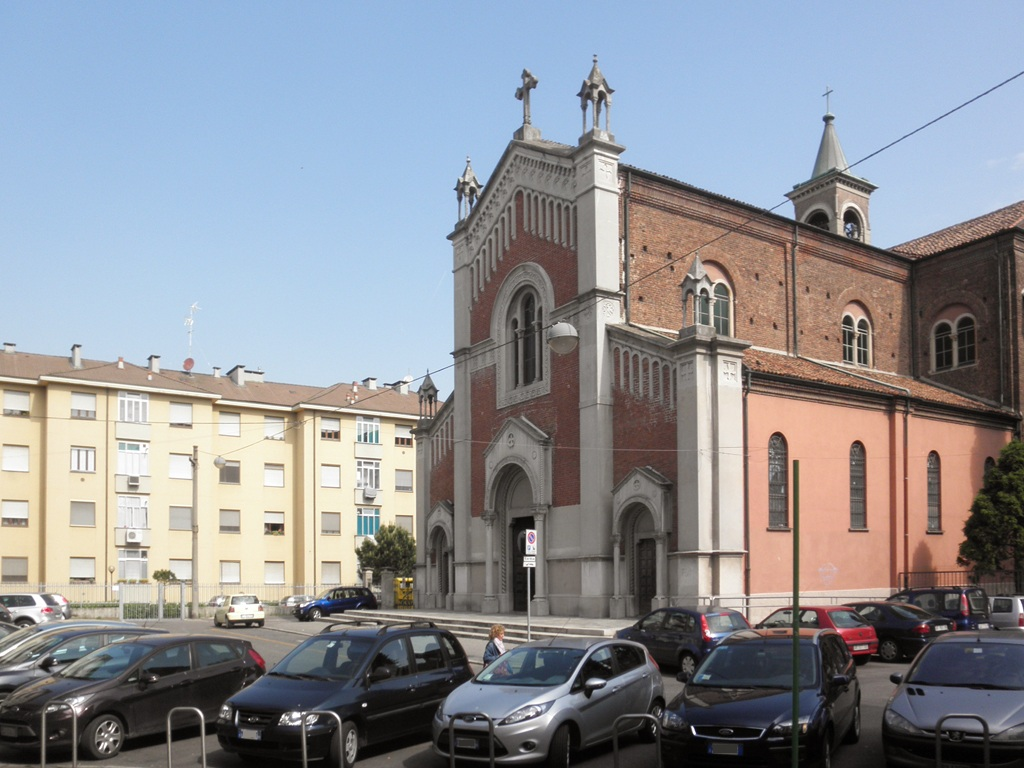
La parrocchia Sacra Famiglia in via Monte Peralba

Il borgo industriale di Rogoredo è rimasto un nucleo staccato dalla città fino alla fine degli anni ottanta, quando l'apertura della stazione della metropolitana (1991) ampliò la funzione della stazione ferroviaria quale punto di interscambio per molti pendolari, che ogni giorno lavorano in città pur abitando a sud della provincia e oltre (Pavia, Piacenza, Lodi, Voghera).
Fin dalla costruzione del cavalcavia Pontinia che deviò il traffico del vecchio Stradale Piacentino, Rogoredo è rimasto una specie di "villaggio indipendente" in città: l'esistenza di una sola strada per entrare e uscire dall'abitato (ridisegnata nel 2006 con una concatenazione di due rotatorie per gestire il crescente traffico che viene da fuori città, dal centro, dal quartiere e dalla Tangenziale) ha per lungo tempo risparmiato a Rogoredo gli stress logistici di un asse importante come quello della via Emilia.
Nel 1988 iniziarono i lavori per la ristrutturazione della stazione, ampliata per l'arrivo del passante ferroviario e della linea ferroviaria ad alta velocità (2008), e per l'aumento massiccio dell'utenza causato oltre che dai pendolari, dal riuso dell'area industriale ex Montedison ed ex Redaelli, sulla quale sorge oggi il nuovo quartiere di Santa Giulia.  Dell'impianto industriale Redaelli rimane solo un edificio, il Laboratorio di Analisi Chimiche, costruzione a forma di semicerchio destinata ad essere parte del nuovo progetto del Conservatorio.
Nell'ambito di questi progetti, l'isolamento del quartiere è stato spezzato negli anni 2008-2010 anche grazie al prolungamento di via del Futurismo con lo svincolo per la Tangenziale e il prolungamento di via Giacomo Manzù e via Luigi Sordello, di fatto connettendo Rogoredo al vicino quartiere di Morsenchio.
Unico riferimento al passato boschivo di Rogoredo - peraltro cancellato fin dal Medioevo dallo sviluppo agricolo dei vasti poderi dell'abbazia di Chiaravalle e della grangia degli Umiliati di Morsenchio - è il parco del quartiere, allestito alla fine degli anni '60 lungo l'elevazione del cavalcavia Pontinia che sovrasta la ferrovia e sede di un moderno Monumento ai Caduti della prima e della seconda guerra mondiale. Al margine settentrionale del parco, accanto alla stazione, rimangono i ruderi della cinquecentesca Cascina del Carmine o Palma, che presidiavano un territorio che si apriva a est su ampie zone agricole verso Ponte Lambro e Linate, oggi tagliate dalla Tangenziale Est e interessate dalla realizzazione di nuove infrastrutture. 
Dal punto di vista idrografico il quartiere è attraversato dal cavo Redefossi, interrato alla fine degli anni '80 durante i lavori di realizzazione della linea 3 della metropolitana, che assieme a una serie di piccole rogge oggi coperte o prosciugate fungeva da scolo per le acque della zona assieme alla vicina Vettabbia.

## Monumenti e luoghi d'interesse

### Architetture religiose
- Chiesa della Sacra Famiglia

## Economia
- Rogoredo ha avuto, dal 1895 al 1984, una delle sedi principali delle Acciaierie Redaelli e una delle sedi storiche del gruppo Montedison, che qui produceva un insetticida che proprio dal quartiere prese il nome Rogor.
- Rogoredo è stato il primo quartiere cablato della città e uno dei primi in Italia, con i primi cavi in fibra ottica già installati a titolo sperimentale nel 2000 da Fastweb, che ha usato una nuova urbanizzazione all'interno del quartiere - denominata come "Città 2000" - come area pilota prima di estendere la sua rete in tutta Milano.[8]
- A Rogoredo ha sede principale Sky Italia.

## Infrastrutture e trasporti

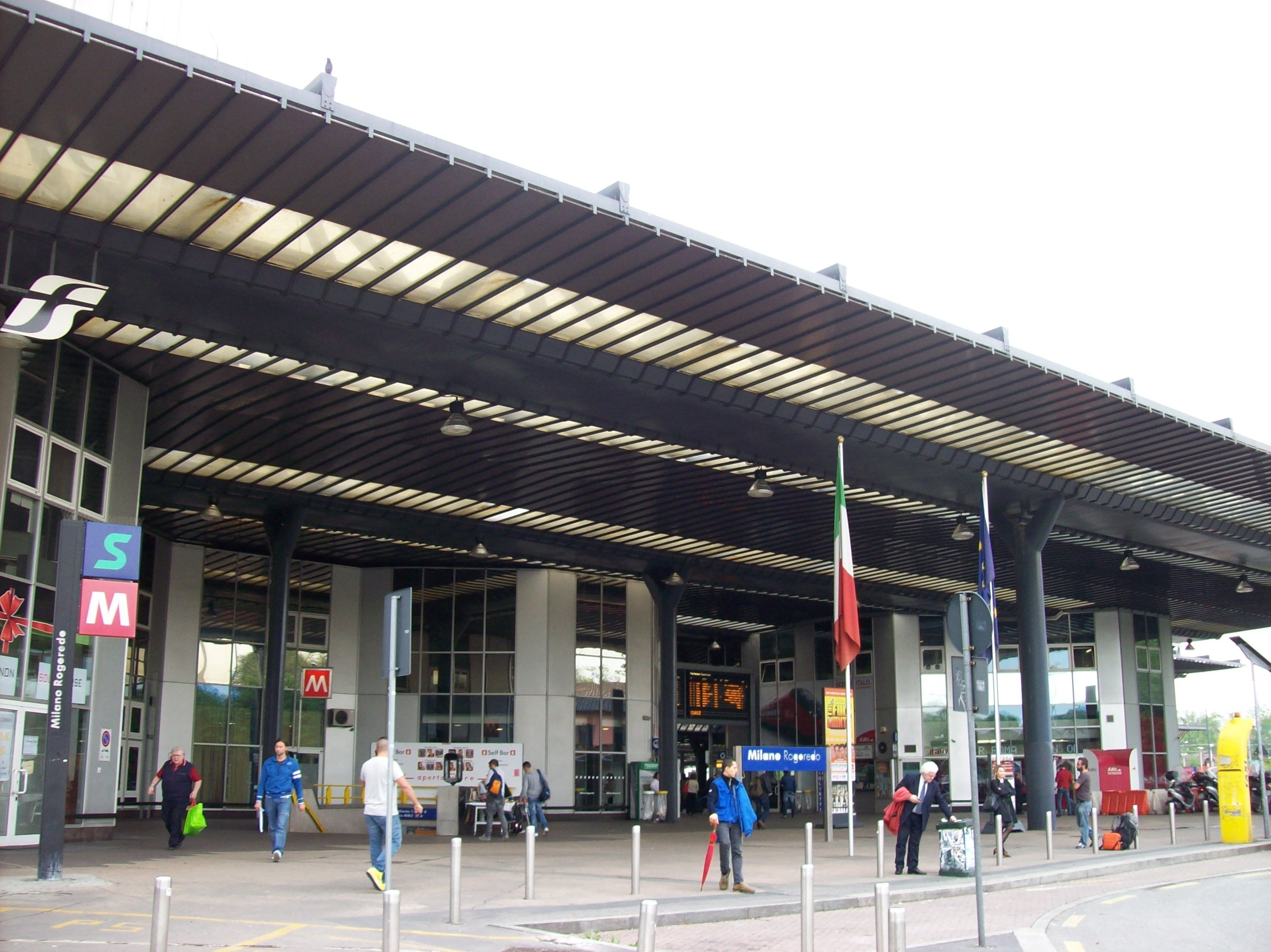
Stazione di Rogoredo

- Linea M3: stazioni di Rogoredo e San Donato
- Linee S1, S2 e S13, linee regionali, nazionali, internazionali e ad alta velocità: stazione di Milano Rogoredo

Il quartiere di Rogoredo è lambito a ovest dal Raccordo A1-Piazzale Corvetto a est dalla tangenziale est di Milano ed è attraversato dall'antico percorso della strada statale 9 Via Emilia (che al giorno d'oggi termina presso Metanopoli).
Nel quartiere sono presenti due stazioni della linea M3 della metropolitana di Milano, Rogoredo e San Donato; quest'ultima si trova lungo il confine che divide il territorio del comune di Milano da quello del comune di San Donato Milanese.
Varie linee di autobus, gestite da ATM, collegano Rogoredo ai quartieri limitrofi e al centro di Milano. Inoltre, presso la stazione della metropolitana di San Donato, si trova un'autostazione che funge da capolinea per varie autolinee interurbane provenienti dall'area sud-orientale della città metropolitana e dalle province meridionali della Lombardia.
Rogoredo è servito, inoltre, dall'omonima stazione, che si trova alla congiunzione tra il passante ferroviario, la ferrovia Milano-Bologna e la Milano-Genova. La stazione, gestita da RFI, è servita da treni suburbani (linee S1, S2 e S13) e regionali, gestiti da Trenord, e a lunga percorrenza gestiti da Trenitalia, diventando negli ultimi anni anche stazione di interscambio per le linee dell'alta velocità gestite da Trenitalia e Italo (treni per Torino, Firenze, Roma e Napoli).

## Riferimenti nella cultura di massa
Il cantante milanese Enzo Jannacci nel 1964 pubblicò il brano Andava a Rogoredo, una storia d'amore ambientata nell'omonimo quartiere milanese: 
( Enzo Jannacci, Andava a Rogoredo, su YouTube.)